# Saison 2023 de l'USFL
Navigation
Édition précédente Édition suivante
La saison 2023 de l'USFL est la 2e de l'histoire de la United States Football League, une ligue mineure professionnelle de football américain.
Il s'agit d'une ligue de printemps dans la mesure où le calendrier de la saison (avril à juillet) est décalé par rapport à celui de la prestigieuse NFL.

## Calendrier et stades
La saison régulière 2023 commence le 15 avril et se termine le 18 juin 2023.
Les matchs se déroulent dans quatre stades :
- Ford Field : situé à Détroit dans le Michigan et résidence des Panthers du Michigan et des Stars de Philadelphie de la Division Nord ;
- Tom Benson Hall of Fame Stadium (en) : situé à Canton dans l'Ohio et résidence des Generals du New Jersey et des Maulers de Pittsburgh de la Division Nord ;
- Protective Stadium : situé à Birmingham dans l'Alabama et résidence des Stallions de Birmingham et des Breakers de La Nouvelle-Orléans de la Division Sud ;
- Simmons Bank Liberty Stadium : situé à Memphis dans le Tennessee et résidence des Gamblers de Houston et des Showboats de Memphis de la Division Sud.

Les finales de division se déroulent le 24 juin et la finale le 6 juillet, ces trois matchs étant disputés au Tom Benson Hall of Fame Stadium (en).

## Ladraft
La draft 2023 de l'USFL s'est déroulée le 21 février 2023. Son format est similaire à celle de la saison précédente et de l'édition 2020 de la XFL, les joueurs étant sélectionnés lors de phases basées sur la position occupée sur le terrain.
Le premier choix global de la draft a été attribué aux Panthers du Michigan, ceux-ci ayant remporté 33 à 21, le match de la 10e semaine de  saison régulière les ayant opposé aux Maulers de Pittsburgh, ces deux équipes présentant alors les moins bons bilans provisoires de la ligue (1-8)
Les Generals du New Jersey, à la suite de violation des règles de gestion des joueurs pendant l'intersaison, ont vu leur choix de 1er tour reporté en toute fin de draft et leur choix de 2e tour reculé de 5 rangs.
C'est Jarrett Horst, joueur de ligne offensif des Spartans de Michigan State, qui a été sélectionné lors du premier choix de la draft par les Panthers.

## Équipes
Les huit équipes présentent en 2022 débutent la saison 2023 à l'exception des Bandits de Tampa Bay lesquels sont remplacés par les Showboats de Memphis comme annoncé le 15 novembre 2022 par l'USFL.
Les huit équipes de la saison 2023 portent toutes les noms et les couleurs des équipes ayant joué dans l'ancienne ligue USFL à l'exception des Maulers de Pittsburgh qui arboreront une nouvelle palette de couleurs or et noir pour mieux souligner l'identité de leur équipe à la ville de Pittsburgh.
Elles sont réparties entre les divisions Sud et Nord :
| Division Nord                   | Division Nord        | Division Nord                  | Division Nord                                       | Division Nord |
| ------------------------------- | -------------------- | ------------------------------ | --------------------------------------------------- | ------------- |
| Équipe                          | Entraîneur principal | Ville                          | Stade                                               | 1re saison    |
| Panthers du Michigan            | Mike Nolan           | Détroit, Michigan              | Ford Field • Détroit, Michigan                      | 2022          |
| Stars de Philadelphie           | Bart Andrus          | Philadelphie, Pennsylvanie     | Ford Field • Détroit, Michigan                      | 2022          |
| Generals du New Jersey          | Mike Riley           | East Rutherford, New Jersey    | Tom Benson Hall of Fame Stadium (en) • Canton, Ohio | 2022          |
| Maulers de Pittsburgh           | Ray Horton           | Pittsburgh, Pennsylvanie       | Tom Benson Hall of Fame Stadium (en) • Canton, Ohio | 2022          |
| Division Sud                    |                      |                                |                                                     |               |
| Équipe                          | Entraîneur principal | Ville                          | Stade                                               | 1re saison    |
| Stallions de Birmingham         | Skip Holtz           | Birmingham, Alabama            | Protective Stadium • Birmingham, Alabama            | 2022          |
| Breakers de La Nouvelle-Orléans | John DeFilippo       | La Nouvelle-Orléans, Louisiane | Protective Stadium • Birmingham, Alabama            | 2022          |
| Gamblers de Houston             | Curtis Johnson       | Houston, Texas                 | Simmons Bank Liberty Stadium • Memphis, Tennessee   | 2022          |
| Showboats de Memphis            | Todd Haley           | Memphis, Tennessee             | Simmons Bank Liberty Stadium • Memphis, Tennessee   | 2023          |

## Saison régulière

### Résultats
| H \ A | H \ A                           | Michigan | Nw Jersey | Philadelphie | Pittsburgh |         | Birmingham | Houston | Memphis | Nlle-Orléans |
| ----- | ------------------------------- | -------- | --------- | ------------ | ---------- | ------- | ---------- | ------- | ------- | ------------ |
| N     | Panthers du Michigan            |          | 13 - 28   | 23 - 20      | 07 - 23    | 13 - 27 |            | 10 - 29 |         |              |
| N     | Generals du New Jersey          | 22 - 25  |           | 37 - 33      | 06 - 26    |         |            | 16 - 25 | 17 - 20 |              |
| N     | Stars de Philadelphie           | 10 - 24  | 24 - 21   |              | 13 - 21    |         | 16 - 41    | 16 - 10 |         |              |
| N     | Maulers de Pittsburgh           | 19 - 07  | 03 - 20   | 31 - 37      |            | 20 - 24 | 19 - 20    |         |         |              |
|       |                                 |          |           |              |            |         |            |         |         |              |
| S     | Stallions de Birmingham         |          | 27 - 10   | 27 - 24      |            |         | 20 - 27    | 42 - 02 | 31 - 45 |              |
| S     | Gamblers de Houston             | 13 - 29  | 16 - 10   |              |            | 15 - 38 |            | 30 - 26 | 10 - 17 |              |
| S     | Showboats de Memphis            |          |           | 23 - 27      | 22 - 0     | 20 - 27 | 23 - 20    |         | 03 - 31 |              |
| S     | Breakers de La Nouvelle-Orléans | 24 - 20  |           |              | 22 - 15    | 20 - 24 | 38 - 31    | 10 - 17 |         |              |

### Classements
| 1 | Maulers de Pittsburgh  | 4 | 6 | 40,0 | 4 - 2 | 177 | 178 |
| 2 | Panthers du Michigan   | 4 | 6 | 40,0 | 3 - 3 | 171 | 215 |
| 3 | Stars de Philadelphie  | 4 | 6 | 40,0 | 2 - 4 | 220 | 258 |
| 4 | Generals du New Jersey | 3 | 7 | 30,0 | 3 - 3 | 187 | 212 |

| 1 | Stallions de Birmingham     | 8 | 2 | 80,0 | 4 - 2 | 287 | 196 |
| 2 | Breakers de La Nlle-Orléans | 7 | 3 | 70,0 | 4 - 2 | 237 | 184 |
| 3 | Gamblers de Houston         | 5 | 5 | 50,0 | 2 - 4 | 223 | 236 |
| 4 | Showboats de Memphis        | 5 | 5 | 50,0 | 2 - 4 | 190 | 213 |

## Phase finale
|  | Finales de Division              | Finales de Division         |                           |    | Finale 2023 | Finale 2023 |
|  | Finales de Division              | Finales de Division         |                           |    | Finale 2023 | Finale 2023 |
|  |                                  |                             |                           |    |             |             |
|  |                                  |                             |                           |    |             |             |
|  |                                  |                             |                           |    |             |             |
|  | N2 - Panthers du Michigan        | 27                          |                           |    |             |             |
|  | N2 - Panthers du Michigan        | 27                          |                           |    |             |             |
|  | N1 - Maulers de Pittsburgh       | 31                          |                           |    |             |             |
|  | N1 - Maulers de Pittsburgh       | 31                          | N - Maulers de Pittsburgh | 12 |             |             |
|  |                                  |                             | N - Maulers de Pittsburgh | 12 |             |             |
|  |                                  | S - Stallions de Birmingham | 28                        |    |             |             |
|  | S2 - Breakers de La Nlle-Orléans | S - Stallions de Birmingham | 28                        | 22 |             |             |
|  | S2 - Breakers de La Nlle-Orléans |                             |                           | 22 |             |             |
|  | S1 - Stallions de Birmingham     | 47                          |                           |    |             |             |
|  | S1 - Stallions de Birmingham     | 47                          |                           |    |             |             |